# Grammicolepis brachiusculus
Grammicolepis brachiusculus is een straalvinnige vissensoort uit de familie van de papierschubvissen (Grammicolepididae). De wetenschappelijke naam van de soort is voor het eerst geldig gepubliceerd in 1873 door Poey.